# House Without Windows / And I’ll Be Happy
A lemez a Bee Gees 6. kislemeze. A dal előadója Trevor Gordon, a későbbi Marbles együttes énekese, a Bee Gees együttes a vokálban énekel. A dalok szerzője Barry Gibb, a The Bee Gees a kísérőzenekar. A lemez előadója a címke szerint Trevor Gordon & The Bee Gees.

## Közreműködők
- Trevor Gordon – ének
- Barry Gibb – ének, gitár
- Robin Gibb – ének
- Maurice Gibb – ének, orgona
- stúdiózenészek: dob, basszusgitár, zongora
- hangmérnök: Robert Iredale
- producer: Bill Sheperd

## A lemez dalai
A oldal: House Without Windows (Barry Gibb) (1964), monó 2:35, ének: Trevor Gordon

B oldal: And I’ll Be Happy (Barry Gibb) (1964), monó 2:14, ének: Trevor Gordon